# A cambio de nada
A cambio de nada é um filme espanhol de 2015 do gênero drama, dirigido por Daniel Guzmán.

## Sinopse
Sempre tendo que lidar com os pais que estão em um iminente divórcio, Dario (Miguel Herrán) e seu melhor amigo Luismi (Antonio Bachiller) encontram criativas alternativas para aproveitar a adolescência. Quando as coisas na escola e na sua casa ficam difíceis de suportar, Dario foge. Ele passa seu tempo com Luismi, na garagem do amigo Justo (Felipe García Vélez) ou na compania de Antonia (Antonia Guzmán), uma senhora de 93 anos que garimpa móveis em meio ao lixo que ele acaba conhecendo. Quando Justo é presso por não pagar uma dívida, ele junta sua família arternativa com a intwenção de libertá-lo. 